# روبرت هارود
روبرت هارود هو سياسي كندي، ولد في 27 أكتوبر 1826 في مونتريال في كندا، وتوفي في 29 يونيو 1897. نشط حزبياً في حزب كندا المحافظ. وقد انتخب عضو مجلس العموم الكندي.